# Catenary-Nunatak
Der Catenary-Nunatak ist ein Nunatak im ostantarktischen Viktorialand. Auf der Südseite der Quartermain Mountains ragt er 1,5 km südwestlich des Monastery-Nunatak auf.
Das New Zealand Geographic Board benannte ihn 1993 nach dem englischsprachigen Fachbegriff für eine Katenoide bei der geodätischen Vermessung zweiter Ortspunkte auf gleicher Höhe.